# Норис (Илиноис)
Норис (енгл. Norris) град је у америчкој савезној држави Илиноис.

## Демографија
По попису из 2010. године број становника је 213, што је 19 (9,8%) становника више него 2000. године.
| Група             | 2000.        | 2010.        |
| Белци             | 194 (100,0%) | 213 (100,0%) |
| Афроамериканци    | 0 (0,0%)     | 0 (0,0%)     |
| Азијати           | 0 (0,0%)     | 0 (0,0%)     |
| Хиспаноамериканци | 0 (0,0%)     | 0 (0,0%)     |
| Укупно            | 194          | 213          |